# Kyselina disiřičitá
Kyselina disiřičitá, H2S2O5, je kyslíkatá kyselina síra, kterou se zatím v čistém stavu nepovedlo izolovat (podobně jako kyselinu siřičitou). Známy jsou pouze její soli, disiřičitany. Na rozdíl od podobných aniontů, kde jsou atomy síry vázány přes kyslík, se u disiřičitanu vyskytuje vazba S-S. Oxidační stav atomů síry je +III a +V.